# Чхве Чхунхон
Чхве Чхунхон (кор.-최충헌; 1149 — 29 жовтня 1219) був військовим правителем Кореї в період Корьо.
Батько Чхве був генералом в армії Корьо, тож це прискорило його входження безпосередньо до армії.
Чхве був свідком того як військові, отримавши величезну владу, змінювали один одного.
Чхве організував змову проти військової ради, зображуючи вірність до новообраного верховного генерала і голови ради, сина раба Лі Ийміна. Після багатьох років принижень і злиднів, Чхве і його підлеглі влаштували державний переворот, в той час як Ий був відсутній.
Після знищення військової ради і вбивства Ий, він став видатним лідером.
Незважаючи на те, що повстання було успішним, Чхве не закріпив за собою повну владу. Він став прем'єр — міністром держави та Королівським Захисником.
За своє життя він ліквідував 4 заколоти проти нього, скинув 2, а саджав на престол 4 ванів, які перетворилися на безсилих маріонеток військового диктатора.
Нарешті, на початку правління короля Коджон, Чхве пішов у відставку, передавши свій пост старшому синові Чхве У (все пройшло і не без кровопролиття, через те, що його молодший син хотів захопити цю посаду). Чхве Чхунхон помер у 1219, у 71 рік.
До смерті онуків Чхве, його сім'я зберігала панування у політичній та військовій сферах Корьо. Чхве У, Чхве Хан и Чхве Ий передавали спадщину Чхве Чхунхона протягом 60 років, до вбивства Чхве Ий.

## Передумови
Чхве Чхун Хон народився у 1149 році, син Генерала Чхве Вонхо (최원호).
Вважається, що він народився в Кесоні або Кьонджу.
Він походив від знаменитого конфуціанського вченого Чхве Шивона, який жив у період Північних і Південних держав і був родоначальником Кенджу-клану Чхве, але через те, що Чхве Вонхо дали прізвище Убон (우봉, «великий воїн»), його сім'я відокремилась від Кенджу клану Чхве і стала Убон кланом Чхве.
Він одружився з Леді Ю і мав 2 синів від неї — Чхве У (최우) і Чхве Хян (최향).

## Прихід до влади
Чхве вступив до війська, як і його батько, і був полковником, поки не досяг 35 років, коли він став генералом. Він приєднався до військової ради у віці 40 років.
Чхве замінив хворого та слабкого Мьонджона на Сінджона, його молодшого брата. Уряд почав відновлюватися після попередніх військових диктаторів, але Чхунсу скинув законну принцесу і намагався одружити його дочку на Принці. Чхве Чхунхон негайно втрутився і розпочалася кривава боротьба між братами Чхве. Зрештою, Чхунсу програв і військо Чхве Чхунхона відтяло йому голову. Чхве Чхунхон тяжко переживав втрату брата, побачивши його голову він заплакав і, звичайно ж, забезпечив брата належним похованням.
У 1196 році Чхунхон здійснив військовий переворот, створив власний уряд і апарат політичної влади і встановив в країні військову диктатуру. Терором і звірствами були припинені чвари між чиновниками, селянам повернули землю. Клан Чхве зосередив у своїх руках усю владу і спираючись на армію жорстокими засобами забезпечив дисципліну і спокій у країні. Потім Чхве призначив кількох своїх родичів на високі державні посади, і поступово його влада зросла.
Що ж до королівської влади, то хоч номінально династія Ван залишалася, реальним правителем став Чхве Чхунхон.
Король Сінджон захворів у 1204 році, і таємно благав Чхве зберегти державу, а не знищувати її. Чхве поставився до його останнього прохання з повагою і віддав престол сину Сіджона, котрий став королем Хийджоном. Сінджон же невдовзі помер від хвороби.
Чхунхону було надано посаду прем'єр-міністра і Королівського Захисника, с владою еквівалентною владі короля.

## Правління
Влада Чхве Чхунхона характеризується неабиякою стабільністю. Серед основних причин такої стабільності можна назвати наступні: Перша причина — це крайнє ослаблення королівської влади. Королі Корьо, починаючи з Моьнджона (1170—1197), так само, як і наступні чотири правителі — Сінджон (1197—1204), Хийджон (1204—1211), Канджон (1212—1213), Коджон (1213—1259), були іграшками в руках роду Чхве, що правив країною протягом 62 років. Чхве Чхунхон фактично усунув від влади Мьончжона, і наступні чотири королі зводилися на престол або зміщувалися виключно з волі Чхве Чхунхона.
Другою причиною були ті методи управління, до яких вдавався сам Чхве Чхунхон і представники його роду. Тут слід виділити три основні моменти.
1. Зміна структури апарату центральної влади. Чхве Чхунхон звів до мінімуму роль колишнього дорадчого органу військових Чунбан, члени якого, такі ж високопоставлені військові, як і сам Чхве Чхунхон, були джерелом нестабільності, оскільки самі були потенційними узурпаторами. Тому в період свого правління рід Чхве намагався проводити політику зниження ролі високопоставлених військових сановників в управлінні державою. Замість «Головної ради» Чунбан Чхве Чхунхон створив новий орган — Кьочжон тогам. Виходячи із значення ієрогліфічних складових, назва цього органу слід перекладати як «Управління за повчанням і визначенням [основної політики держави]». Управління очолювалося особою на посаді кьочжон пьол'гам, яку спочатку займав сам Чхве Чхунхон, потім його сини і онуки, а після повалення влади роду Чхве — інші високопоставлені сановники. Таким чином, Чхве Чхунхон створив інститут одноосібної абсолютної некоролівської влади, що виключає можливість легальної діяльності будь-якої опозиції.
2. Особлива політика щодо селян. У перші роки після приходу до влади Чхве Чхунхон намагався боротися з незаконним захопленням селянських земель, надмірним оподаткуванням селян. Така політика не могла не викликати позитивної реакції простого народу. Таким чином нова влада забезпечила собі спокійне існування.
3. Нова політика щодо громадянського чиновництва. Попри те, що сам Чхве Чхунхон був представником військового стану та прийшов до влади на хвилі протистояння військових і цивільних чиновників, він став проводити політику покровительства цивільних чиновників. Це пояснювалося тим, що в новій ситуації одноосібної влади Чхве Чхунхона військові сановники представляли для нього більшу загрозу, ніж цивільні. До того ж, у разі правильно вибудуваних відносин цивільні чиновники могли надати величезну допомогу в справі управління державою. Дійсно, у часи правління роду Чхве була створена сприятлива атмосфера для діяльності цивільних чиновників. Як приклад в історичній літературі вказується, що знаменитий корейський поет Лі Гюбо (1168—1241) жив і творив саме в роки «диктатури роду Чхве».
Крім усього сказаного, Чхве Чхунхон також прагнув налагодити добрі стосунки з представниками буддійської церкви, щоб скоротити до мінімуму виступу невдоволених ченців.
Третьою причиною, що забезпечила тривалу і відносно стабільну владу роду Чхве, стало створення ним власної приватної армії. Спочатку, коли військові здійснювали палацові перевороти, вони використовували безпосередньо підпорядковані їм державні війська. Після захоплення влади, озброюючи і навчаючи так званих «гостей», вони намагалися створювати власні охоронні гвардії. Під час правління Кен Десина (1179—1183) його охоронна гвардія, що складалася з 100 чоловік, отримала офіційний статус «Столичної палати» — Тобан. Однак після його смерті цей військовий підрозділ тимчасово припинив своє існування, поки не був відновлений знову в 1200 р. Чхве Чхунхоном під такою ж назвою, але, звичайно, в іншому складі. Розміри відтвореного Тобан були значно більше, а число підрозділів в ньому збільшилася з 6 до 36.

## Повстання
Незабаром, спалахнуло одразу 2 повстання. Одним керував Пак Джиндже, онук Чхве, друге повстання ставило на меті відродити Сілла. Чхунхон придушив обидва повстання. За цим послідувало постання рабів на чолі с один з Чхве Манджоком (만적). Раби вбивали своїх господарів а потім зібралися на горі, їх кількість була невелика — коло 100 повстанців. Ця армія заколотників була легко переможена, а тіла загиблих непохованими викинули у річку. Повстання продовжували виникати і наступним було — повстання Буддійських ченців. Чхве не зміг повністю приборкати буддистів, але він захопив окремих ченців, що організували змову з метою вбити його.
За цей час різні північні племена, у тому числі і кидані, були вигнані зі своїх рідних земель монголами. Багато з них втікали в Корьо і тому на північних кордонах стало неспокійно. Сини Чхве, У і Хян, провели окремі кампанії у відповідь на буйство на кордонах. Хян завдав поразки дрібним племінним арміям на сході, У з допомогою генерала Ким Чхви Рьо(김취려) подолав ворога на заході. Ці перемоги були здобуті з допомогою невеликих загонів монголів.

## Нащадки
Чхве був свідком падіння режиму Чон Чхунбо, до чого частково призвела відсутність законного спадкоємця. Перший син Чхве, Чхве У, був добрим стратегом, солдатом та лідером. Другий син, Чхве Хян, був видатним воїном, а от з політичними справами він впоратися не міг.
Чхве знав що після його смерті розгориться боротьба за спадок. Хян намагався убити свого брата щоб закріпити за собою позицію спадкоємця. У і Хян билися на мечах, в цьому бою переміг У. Він не вбив свого брата, як це раніше зробив його батько з Чхунсу. Замість цього він віддав долю свого молодшого брата у руки Чхунхона.
Чхве був задоволений рішенням У і відправив свого молодшого сина у заслання.
Чхве оголосив що він буде замінений його сином У, і після цього піде у відставку. Йому було коло 65 років, коли він зробив це оголошення, У в той час було 30.
Гегемонія Чхве була незаперечною тому після смерті його син успадкував диктаторські повноваження без будь-яких проблем.

## Смерть
Чхве мирно жив останні 7 років свого життя, і навіть отримав можливість побачити свого онука Хана, сина У. Чхве обдумав свої рішення які він зробив раніше у житті. Він зрозумів, що він став залежний від влади, не дивлячись на те, що пообіцяв ніколи цього не робити. Він переніс інсульт, і прожив ще один рік, перш ніж помер у віці 71 року, 29 жовтня 1219. За своєю розкішністю його похорони були схожі на похорони короля.

## Спадок
Чхве Чхунхон був першим з диктаторів Чхве, і він створив систему правил, яку пізніше будуть активно використовувати усі диктатори Чхве. Після того, як Чхве Чхунхон помер, при владі був його перший син Чхве У, який безпосередньо керував армією Корьо для боротьби з монгольськими військами. Після Чхве У владу його перейняв перший син Чхве Хан(최항), хто змусив царя відкинути всі пропозиції про капітуляцію, що їм пропонували монголи. Коли Чхве Хан помер, його єдиний син Чхве Ий (최의) прийшов до влади.
Чхве Ий описують боягузом. З режим Чхве було покінчено коли Чхве Ий був убитий одним з його помічників. Чхве Чхунхон, Чхве У і Чхве Хан — всі вони вивчали мистецтво бою, але не Чхве Ий. Це напевно тому, що до того часу, сім'я Чхве була дуже багатою, і ніяких бойових дій вести було не потрібно.
Режим Чхве тривав 60 років, протягом яких Корьо змогла протистояти татаро-монгольським навалам. Після падіння військового режиму Чхве, в Самбьолчо(«Три особливих загони»), яка була приватною армією сім'ї Чхве, відокремленою від уряду Корьо, розпочалося повстааня але воно зазнало поразки від армії монголів і Корьо..

Сьогодні близько 845 корейців є членами Убон клану Чхве.

## Сім'я
- Батько: Чхве Вонхо (최원호)
- Мати: Пані Ю(유씨부인)
  - Брат: Чхве Чхунсу (1152—1197) (최충수)
  - Сестра: Пані Чхве з Юбон клану Чхве (우봉 최씨)
    - Онук: Пак Джиндже(1170—1207) (박진재)
- Дружина: Пані Сун (송씨)
  - Син: Чхве У(1166 — 10 December 1249) (최우)
  - Син: Чхве Хан (1169—1230) (최향)
- Дружина: Принцеса Джонхва (정화택주)
  - Син: Чхве Гу (최구)
  - Невідомий син